# چینی‌سازی
چینی‌سازی (Sinicization) فرایندی است که به موجب آن جوامع غیر چینی تحت تأثیر فرهنگ چینی، به ویژه فرهنگ، زبان چینی هان، هنجارهای اجتماعی و هویت قومی قرار می‌گیرند. موارد تأثیرگذار شامل نویسندگی، صنعت، آموزش، زبان، قانون، سبک زندگی، سیاست، فلسفه، دین، علم و فناوری، فرهنگ و سیستم‌های ارزشی است. به‌طور گسترده‌تر، "Sinicization" ممکن است به سیاست‌های انباشت، جذب یا امپریالیسم فرهنگی که توسط چین به کشورهای همسایه شرق آسیا و اقلیت‌های قومی در داخل چین تحمیل شده‌است اشاره کند. شواهد این امر را می‌توان در سیستم‌های ارزشی، آشپزی، سبک معماری و واژگان مشاهده کرد. این امر در تاریخ ژاپن، کره و ویتنام منعکس شده‌است به عنوان مثال فیلم‌های چینی هان از مدت‌ها پیش به عنوان وسیله ای برای صادرات فرهنگ چینی و از ویژگی‌های سینوسفر (چینی‌سازی) بوده‌است.